# Farlowella curtirostra

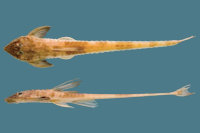
Phylum: Chordata
Clase: Actinopterygii
Orden: Siluriformes
Familia: Loricariidae
Género: Farlowella
Categoría: En Peligro

Aguja de los Andes (Farlowella curtirostra) también  denominado aguja, chorrosca, Andean twig catfish. Es una especie endémica de la región andina de Venezuela,  habita en ríos que drenan hacia el lago de Maracaibo en el estado Zulia. Esta especie se encuentra dentro de la categoría en peligro según el Libro Rojo de la Fauna Venezolana. 

## Morfología
La Aguja de los Andes es un pez pequeño cuya apariencia es bastante parecida con las otras especies del mismo género. Su cuerpo muy delgado, alargado y cilíndrico, semejante a una rama, le ha valido los nombres comunes de aguja, agujeta, palito, lapicero o corroncho agujita. Puede medir hasta 15 cm de longitud estándar (desde la punta de la cabeza hasta la cola) aunque algunos especialistas señalan que no sobrepasa los 10 cm de longitud total. Su coloración en general es marrón parda, más oscura en el dorso y clara en el vientre, separadas ambas partes por una famosa banda negra lateral que va desde el hocico, pasando sobre los ojos, hasta la cola.

## Situación
En Venezuela, la Aguja de los Andes es una  especie con una distribución bastante restringida cuyo tamaño poblacional es pequeño. Debido a que su hábitat enfrenta un continuo proceso de degradación, por lo que se infiere que las condiciones actuales podrían agravarse en el futuro cercano según el Libro Rojo de la Fauna Venezolana está dentro de la categoría En Peligro

## Amenazas
Las amenazas que enfrenta la aguja de los Andes están relacionadas con la alteración de la calidad de las aguas y suelos, tanto altoandinos como del piedemonte, atribuida principalmente a la contaminación por pesticidas y fertilizantes utilizados en labores agrícolas y pecuarias. Su presencia en el río Mocotíes (pequeño río de montaña ubicado en el estado Mérida de Venezuela) requiere de especial atención, pues se trata de una población que subsiste en el cauce más contaminado de la zona. Por su pequeño tamaño, el Aguja de los Andes no tiene valor comercial como fuente de alimento, pero al igual que otras especies de Farlowella, pudiera cotizarse en el mercado de peces ornamentales.

## Conservación
La Aguja no es objeto de ninguna medida de conservación en particular. En Venezuela se sugiere realizar más estudios sobre su biología y ecología con el objeto de mejorar los estimados de distribución y abundancia, y así definir de manera más precisa su estatus de conservación. Debe fomentarse el restablecimiento de la calidad de las aguas de los ríos andinos, lo cual beneficiaría tanto a esta especie como a muchas otras que dependen de los ecosistemas acuáticos de la región.